# Rockin’ Around the Christmas Tree
«Rockin’ Around the Christmas Tree» — американская рождественская песня. Автор — Джонни Маркс. Первый исполнитель — Бренда Ли, которая в 1958 году записала и выпустила её как сингл.
К 50-летию песни в 2008 году оригинальная версия Ли была продана тиражом более 25 миллионов копий по всему миру и заняла 4-е место по количеству цифровых скачиваний среди всех рождественских синглов. В 2019 году запись песни 1958 года в исполнении Бренды Ли на Decca Records была включена в Зал славы премии «Грэмми». В ноябре 2023 года Бренда Ли выпустила клип на эту песню, а в декабре 2023 года она впервые стала № 1 в Billboard Hot 100, став третьим чарттоппером Ли. Певица стала самым пожилым лидером основного хит-парада США в возрасте 78 лет.

## История
Песня «Rockin’ Around the Christmas Tree» была написана американским поэтом-песенником Джонни Марксом, который ранее написал песни «Rudolph, the Red-Nosed Reindeer» и «A Holly Jolly Christmas». Несмотря на свой взрослый голос, Ли записала песню, когда ей было всего 13 лет. В интервью газете The Tennessean в 2019 году Ли вспоминала, что не знала, почему Маркс хотел, чтобы она спела именно эту песню: «Мне было всего 12, и у меня не было большого успеха в записи альбомов, но по какой-то причине он услышал меня и захотел, чтобы я это сделала. И я исполнила».

## Позиции в Billboard Hot 100
Оригинальная запись Бренды Ли, сделанная в 1958 году, до сих пор пользуется большим спросом в эфире, поскольку радиостанции разных форматов — от топ-40 до adult contemporary, от кантри до oldies и даже до adult standards — ставят эту версию. С тех пор она стала многолетним фаворитом праздников, а благодаря изменениям правил в 2014 году ежегодно возвращается в чарт Billboard Hot 100, достигнув пика № 2 в праздничный сезон 2019 года.
Но в декабре 2023 года песня наконец-то достигла № 1 (через 65 лет после выхода). Кроме того, она побила рекорд по самому долгому путешествию на первое место, достигнув его через 65 лет после первоначального релиза песни. Это был всего лишь третий раз за более чем 60-летнюю историю Hot 100, когда рождественская песня заняла первое место в основном чарте, и второй раз после «All I Want for Christmas Is You» в 2019 году. Кроме того, Ли — на тот момент ей было 78 лет — стала самой пожилой исполнительницей, которой удалось добиться такого успеха, побив рекорд, установленный Мэрайей Кэри в 53 года, когда она стала № 1 с песней «All I Want for Christmas Is You» в 2022 году, а также самый длинный промежуток между хитами № 1 в Hot 100 для исполнителя — 63 года.
| Год  | Дата дебюта/повтора | Высшая позиция | Ссылка |
| ---- | ------------------- | -------------- | ------ |
| 1960 | 12 декабря          | 14             | [ 9 ]  |
| 1961 | 11 декабря          | 50             | [ 10 ] |
| 1962 | 15 декабря          | 59             | [ 11 ] |
| 2014 | 4 января            | 50             | [ 12 ] |
| 2015 | 26 декабря          | 30             | [ 13 ] |
| 2016 | 24 декабря          | 27             | [ 14 ] |
| 2017 | 23 декабря          | 30             | [ 15 ] |
| 2018 | 8 декабря           | 9              | [ 16 ] |
| 2019 | 7 декабря           | 2              | [ 17 ] |
| 2020 | 28 ноября           | 2              | [ 18 ] |
| 2021 | 4 декабря           | 2              | [ 19 ] |
| 2022 | 26 ноября           | 2              | [ 20 ] |
| 2023 | 9 декабря           | 1              | [ 21 ] |

## Позиции в чартах
| Чарт (1958—2023)                    | Высшая позиция |
| ----------------------------------- | -------------- |
| Австралия (ARIA)                    | 2              |
| Австрия (Ö3 Austria Top 40)         | 3              |
| Канада (Canadian Hot 100)           | 1              |
| Чехия (Singles Digitál Top 100)     | 5              |
| Финляндия (Suomen virallinen lista) | 6              |
| Германия (GfK)                      | 4              |
| Мир (Billboard Global 200)          | 2              |
| Венгрия (Single Top 40)             | 12             |
| Венгрия (Stream Top 40)             | 2              |
| Ирландия (IRMA)                     | 3              |
| Литва (AGATA)                       | 1              |
| Нидерланды (Single Top 100)         | 5              |
| Новая Зеландия (Recorded Music NZ)  | 1              |
| Норвегия (VG-lista)                 | 9              |
| Португалия (AFP)                    | 4              |
| Шотландия (OCC Scotland)            | 46             |
| Словакия (Singles Digitál Top 100)  | 2              |
| Швеция (Sverigetopplistan)          | 3              |
| Швейцария (Schweizer Hitparade)     | 3              |
| Великобритания (OCC UK Singles)     | 4              |
| США (Billboard Hot 100) ·           | 1              |
| США (Billboard Adult Contemporary)  | 16             |
| США Holiday 100 (Billboard)         | 2              |
| США (Billboard Hot Country Songs)   | 62             |
| США Rolling Stone Top 100           | 2              |

| Чарт (2021)              | Позиция |
| ------------------------ | ------- |
| США Billboard Global 200 | 169     |
| США Billboard Hot 100    | 92      |

| Чарт (2022)                | Позиция |
| -------------------------- | ------- |
| Канада (Canadian Hot 100)  | 98      |
| Мир Global 200 (Billboard) | 155     |
| США Billboard Hot 100      | 80      |

| Чарт (2023)                | Позиция |
| -------------------------- | ------- |
| Канада (Canadian Hot 100)  | 63      |
| Мир Global 200 (Billboard) | 146     |
| США Billboard Hot 100      | 60      |